# Scytowie

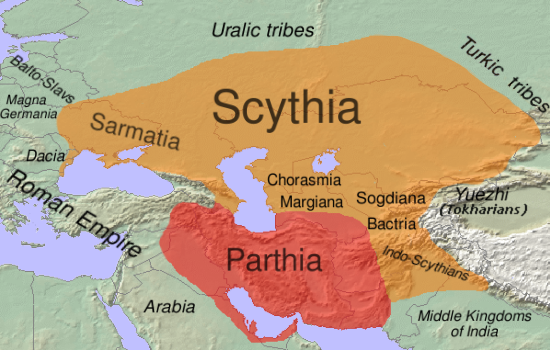
Terytoria Scytów i ich sąsiadów

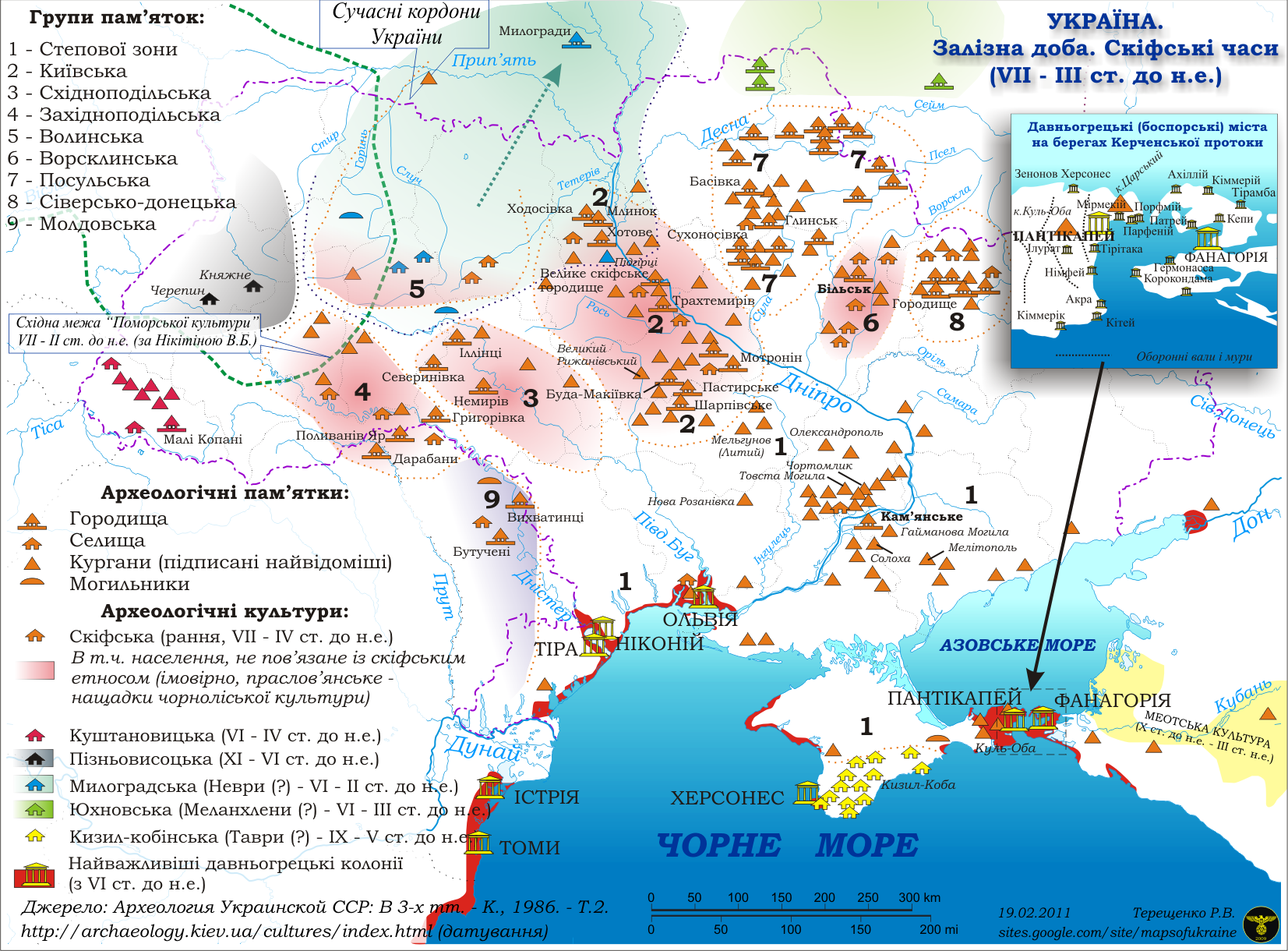
Stanowiska scytyjskie (symbole brązowe) z kurhanami (trójkąty), wioskami (symbole domów), większymi osadami obronnymi (symbole domów z platformą) i innymi kopcami (symbole kopców płaskich) na terenie dzisiejszej Ukrainy między VII - III wiekiem p.n.e. Znaleziska ciągną się dalej na wschód.

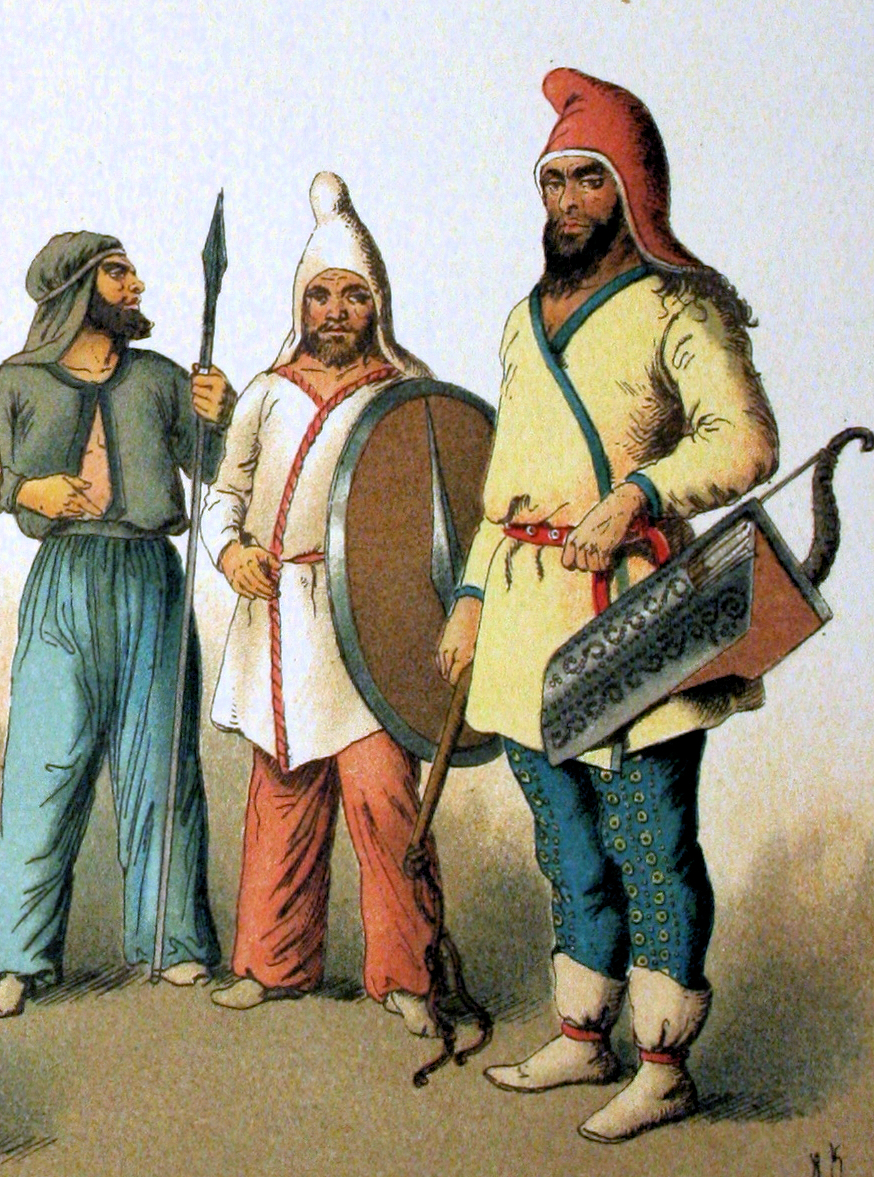
Scytowie (rekonstrukcja)

Scytowie (stgr. Σκύθης, Σκύθοι) – koczownicze ludy irańskie wywodzące się z obszarów pomiędzy Ałtajem a dolną Wołgą, tj. z obszaru kultury andronowskiej, zamieszkujące od schyłku VIII lub od VII wieku p.n.e. północne okolice Morza Czarnego. Byli spokrewnieni z Sakami i Sarmatami.

## Źródła wiedzy
Wiedza o Scytach czerpana jest zarówno ze źródeł pisanych, jak i niepisanych, pozyskanych drogą badań archeologicznych. Autorem starożytnym, który w swoim dziele poświęcił najwięcej uwagi Scytom, był Herodot, który w Dziejach obszernie opisał pochodzenie Scytów, stosunki społeczne i gospodarcze u nich panujące oraz wojny z ich udziałem. Herodot wymienia rzeki scytyjskie począwszy od Dunaju a kończąc na Donie (Ἴστρος μὲν πεντάστομος, μετὰ δὲ Τύρης τε καὶ Ὕπανις καὶ Βορυσθένης καὶ Παντικάπης καὶ Ὑπάκυρις καὶ Γέρρος καὶ Τάναϊς.). O Scytach pisali także Strabon, Pompejusz Trogus, Diodor Sycylijski. Scytowie wspominani byli również w Biblii. Źródła pisane, często traktujące problematykę scytyjską zdawkowo, podające informacje niepełne lub zasłyszane, uzupełniane są danymi zdobytymi dzięki interpretacji znalezisk archeologicznych, głównie w trakcie eksploracji grodzisk i cmentarzysk kurhanowych, przy czym dane te stanowią niekiedy jedyne źródło wiedzy o wybranych aspektach życia lub historii Scytów.

## Etymologia
Scytowie (gwoli ścisłości Skytowie, tak jak i Keltowie; obecna polska forma Scytowie, Celtowie pochodzi od współcześnie odczytywanego łacińskiego Scithae/Scythae, Celtae [pomimo greckiego Skytoi, Keltoi], starosłowiańskie Скѵѳы/Skiþy, stąd współczesne rosyjskie Скифы/Skify) to nazwa (Σκύθαι/Skýthai) tego ludu przyjęta przez Greków, a zasłyszana w Azji Mniejszej (staroperska nazwa tego ludu brzmiała Škūča; być może od *Skūtra „na przedzie”), według Herodota sami siebie nazywali Skolotami (Σκολοτοι), a Persowie według tego samego autora nazywali ich Sakami (Σάκαι).
- Od VIII w. p.n.e. wymieniają Scytów źródła asyryjskie, jako Ašgûzai lub Išgûzai.
- W Biblii (datowana na VIII w. p.n.e. Księga Rodzaju 10, 2, 3) Scytowie, podobnie jak i inne ludy, występują w postaci eponimu: Gomer [Gimirrai/Kimmerowie] syn Jafeta i Askenez [Aszkuza/Scytowie] syn Gomera[3]. Aškenaz (hebr. אשכנז) zostało następnie przejęte przez Żydów na oznaczenie grupy swoich rodaków z Europy środkowej i wschodniej (zamiana נ [n] w ו [u] – być może w wyniku błędu w zapisie).
- W legendzie scytyjskiej podawanej przez Herodota występuje trzech braci (synów Targitaosa/Ταργιτάον): Lipoksais (Λιποξαις – Λιπόξαϊν), Arpoksais (Αρποξαις – Ἀρπόξαϊν) i najmłodszy Kolaksais (Κολαξαις – Κολάξαιν) (George Hinge dostrzega w końcówkach imion irański rzeczownik kšaya „władca”, podobnie Heinrich Tischner, choć nieco inaczej transliterowany: ḫšay[4][5]), ostatniemu udało się zawładnąć złotem, które spadło z nieba w postaci pługa, jarzma, topora i czary i otrzymał od braci całe królestwo. Lipoksais dał początek plemieniu Auchatów (Αὐχάται), Arpoksais plemionom Katiarów (Κατίαροί) i Traspiów (Τράσπιες) a najmłodszy Paralatom (Παραλάται), czyli Scytom królewskim, wszyscy zaś noszą nazwę Skolotów od imienia króla Kolaksaisa. Henryk Łowmiański zauważał w tej legendzie dwa szeregi przyjętych z tradycji nazw osobowych i plemiennych oraz ich sztuczne połączenie, jak również motywy wędrowne i fikcyjne np. imię Targitaosa, mające analogie asyryjskie, za historyczną uważał zaś postać Kolaksaisa (wymienionego za Aristeasem [Ἀριστέας] przez spartańskiego poetę Alkmana), który mógł zorganizować Paralatów do inwazji na ziemie kimmeryjskie, a następnie podporządkować sobie wszystkie plemiona scytyjskie, stąd herodotowa nazwa Scytów królewskich (obok Scytów oraczy, Scytów koczowników i Scytów rolników)[6].
- Paralaci też mogą być eponimem, dostrzega się bowiem bliskość z awestyjskim Paraδāta, czyli perskim Pēšdād, przydomkiem króla/bohatera Hōšanga[7] występującego w mitologii irańskiej i zaratusztrianizmie.
- Odpowiedzi można też szukać w praindoeuropejskim *śkeu- „zakrywać” – *skaudʰa, awestyjskie xaōda, staroperskie ḫaudā, perskie خود ḫud – czapka/nakrycie głowy (według staroperskich inskrypcji Sakowie dzielili się na 4 grupy/plemiona: Saka-Haumavarga/Saków bogobojnych, Saka tyaiy paradraya/Saków „żyjących za morzem”, Saka para Sugudam/Saków „zza Sogdiany” i Saka-Tigraḫauda/Saków w kapeluszach; spiczastych czapkach[8])
- Skolo- i Kolo- (występujące w nazwie etnicznej i osobowej) mogą być związane z perskim کئاه kolâh, kurdyjskim Kilaw, tadżyckim Kuloh, urdu کئاه kulâh „czapka”/Czapka frygijska[5].

## Wojowniczość
Byli ludem wyjątkowo wojowniczym. Dużo czasu spędzali na jeździe konnej, natomiast rodziny wozili w furgonach zaprzężonych w woły. Wypijali krew pierwszego zabitego wroga, także wszelkie przymierza zatwierdzali wypiciem krwi. Ze skóry i skalpów robili kołczany, rękawiczki i odzież. Za szczególny przysmak uważali kumys. Według Herodota podczas uczt używali do wznoszenia toastów czaszek zabitych przez siebie wrogów, czasami oprawionych w złoto. Do wspólnej uczty byli dopuszczani tylko ci spośród mężczyzn, którzy posiadali taki puchar sporządzony z czaszki własnoręcznie zabitego wroga.
Scytowie byli znakomitymi łucznikami. Z tego powodu w połowie VI stulecia p.n.e. Pizystrat zaciągnął Scytów do armii ateńskiej. Jako najemnicy służyli u boku ateńskiej falangi podczas bitew, a w mieście używani byli do utrzymywania porządku. Z tego powodu ich wizerunki są częstym motywem zdobniczym attyckich waz. W V stuleciu król Persji wynajął Scytów do nauki łucznictwa swoich perskich wojowników.
Konni łucznicy scytyjscy posługiwali się łukami refleksyjnymi. Groty ich strzał prezentowały dużą różnorodność: Scytowie stosowali groty trójgraniaste, grociki w kształcie pocisków i groty z zadziorem. Łucznicy uzbrojeni byli także we włócznie, oszczepy i miecze (akinakes).

## Scytowie a obszar obecnej Polski
W 2016 roku w miejscowości Chotyniec na Podkarpaciu odkryto grodzisko ludności scytyjskiego kręgu kulturowego, które zbudowano w VII wieku p.n.e. Kolejne badania archeologiczne wykazały istnienie mniejszych osiedli wokół głównego grodziska. Tak zwana aglomeracja chotyniecka jest uważana za najdalej na północny zachód położony region osadniczy zamieszkały przez ludy (być może Neurów) należące do scytyjskiego kręgu kulturowego w Europie.
Na przełomie VII i VI w. p.n.e. Scytowie – lub im pokrewne ludy – najechali ludy kultury łużyckiej żyjące między Odrą i Wisłą. Pod wpływem Scytów pozostawały lokalne społeczności kultury łużyckiej z terenów Podkarpacia i Lubelszczyzny. 

## Scytowie na Kaukazie i na Bliskim Wschodzie

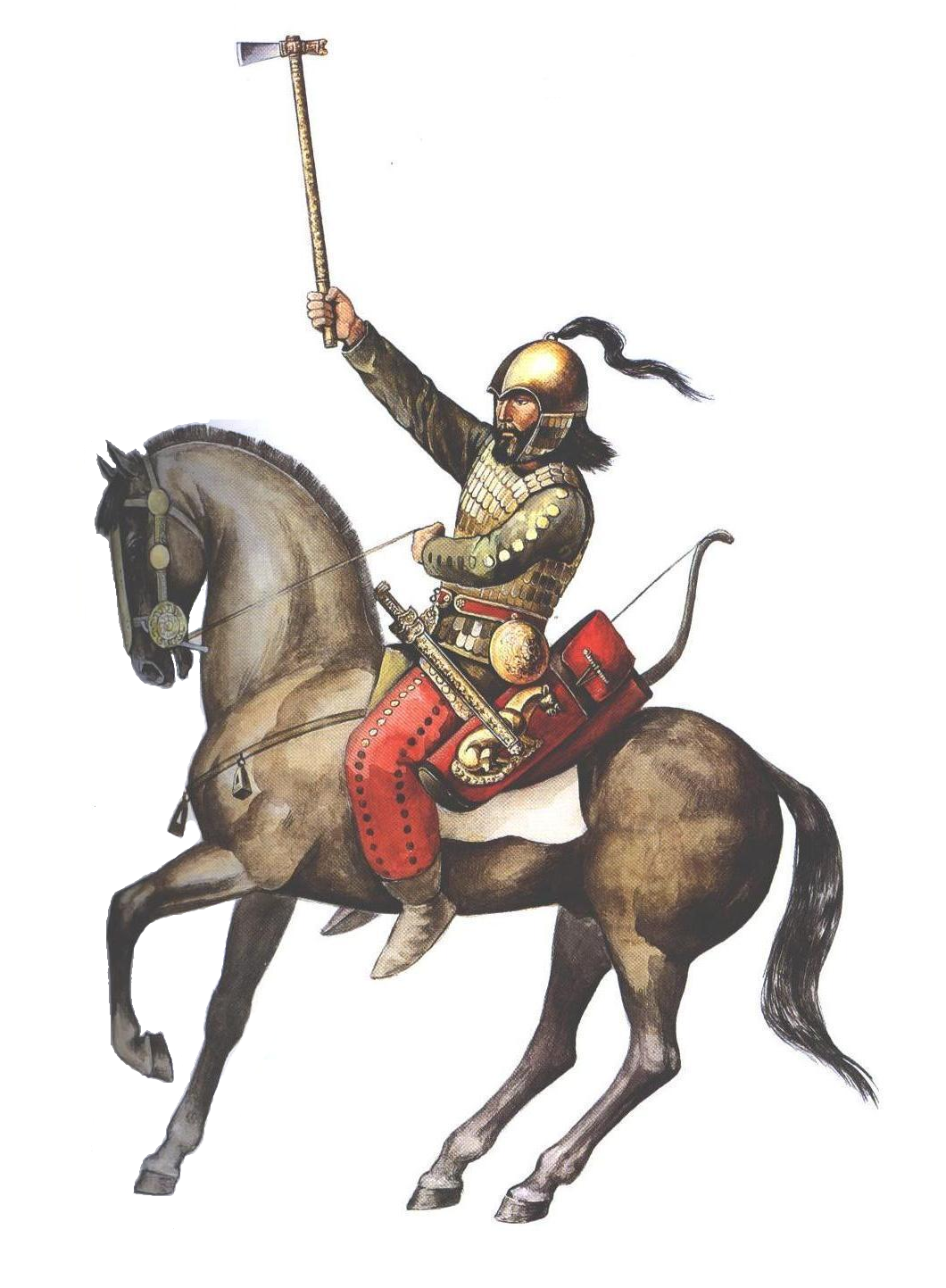
Wojownik scytyjski, VII-VI wiek p.n.e.

Po raz pierwszy w zapiskach historycznych pojawiają się w VII w. p.n.e. Pojawienie się Scytów nad Morzem Czarnym wiąże się z opuszczeniem ich dotychczasowych siedzib pod wpływem nacisku innego ludu koczowniczego – Massagetów. W chwili pojawienia się na północnym Nadczarnomorzu tworzyli Scytowie zwartą organizację wojskową, dzięki czemu pokonali zamieszkujące tu wcześniej plemiona, przede wszystkim Kimmerów. Choć opisane zajścia uległy w tej opowieści „spłaszczeniu chronologicznemu” – opisane w kilku słowach zdarzenia dotyczą procesów, które trwały kilka wieków – to dzięki badaniom archeologicznym wiemy, że Herodota nie zawiodła intuicja. Scytowie pochodzą rzeczywiście z głębi Azji, czego niezbicie dowiodły badania syberyjskich kurhanów. Najważniejszym miejscem dla poznania tych procesów jest dolina rzeki Ujuk w centralnoazjatyckiej krainie Tuwa tzw. syberyjska Dolina Królów.
W pościgu za Kimmerami i z chęci zagarnięcia olbrzymich dóbr, będących udziałem ówczesnych cywilizacji Azji Mniejszej i dorzecza Tygrysu i Eufratu, Scytowie przez Kaukaz wdarli się do Azji Mniejszej. W latach siedemdziesiątych VII wieku p.n.e. Scytowie pod wodzą swojego władcy Ispakaiosa połączyli się z Medami i Mannejczykami przeciwko Asyrii. Władcy Asyrii Asarhaddonowi udało się jednak zawrzeć ze Scytami separatystyczny pokój, w którym zgodził się m.in. wydać swoją córkę za wodza scytyjskiego Bartatuę.

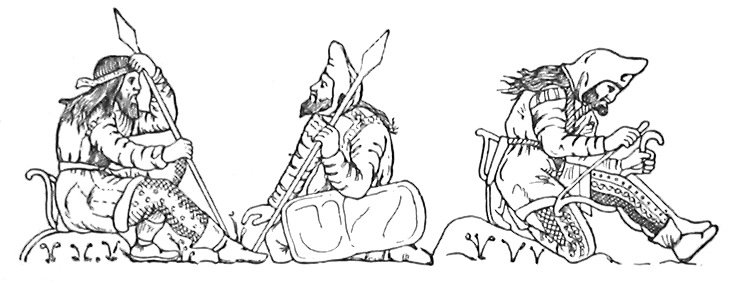
Przedstawienie wojowników scytyjskich na pucharze z Kul Oba

Następnie Scytowie ruszyli dalej na południe i dotarli aż do Syrii, budząc powszechny strach i przerażenie, czego wyrazem są obszerne fragmenty biblijnej Księgi Jeremiasza. Stąd Scytowie zamierzali ruszyć na Egipt, lecz faraon Psametych I wyszedł im naprzeciw i „nakłonił licznymi darami i prośbami, żeby się dalej nie posuwali”.
Pobyt Scytów na terenach Zakaukazia trwał do początków VI wieku p.n.e., kiedy to wyparci zostali przez Medów pod wodzą Kyaksaresa i powrócili na tereny północnego Nadczarnomorza.
Kontakty z ludami Bliskiego Wschodu podczas tej wyprawy oraz z koloniami greckimi na północnym Nadczarnomorzu wywarły ogromny wpływ na rozwój kultury scytyjskiej.

## Scytowie na stepach nadczarnomorskich
Scytowie pojawili na stepach nadczarnomorskich na przełomie VII i VI w. p.n.e., skąd wyparli również nomadycznych Kimmerów. Zajęli teren od rzeki Prut aż po Doniec, by w VI i V w. p.n.e. usadowić się na całym Zakaukaziu. W ten sposób kontrolowali Morze Czarne i Morze Kaspijskie. Mając we władaniu Krym, całe Zakaukazie i część Kazachstanu stanowili jedną z największych potęg ówczesnego świata. Okres ten stanowi apogeum rozwoju terytorialnego Scytii. W ciągu następnych 400 lat uzależnili od siebie kolonie greckie położone na wybrzeżu nadczarnomorskim. Rozmieszczenie plemion scytyjskich na obszarze stepów nadczarnomorskich znamy dzięki relacji Herodota. Tereny w pobliżu kolonii greckich zamieszkiwali Kallipidzi, zwani też Hellenoscytami, na północ i zachód od nich mieszkali Alizonowie, tereny leżące bardziej na północ zajmowali Scytowie-oracze. Lewobrzeżne tereny Naddniestrza zajmowali Scytowie-rolnicy (Borystenici), zaś na Krymie i terenach ciągnących się po Don mieszkali Scytowie królewscy.
Z IV - III w. p.n.e. pochodzą scytyjskie kurhany królewskie (zob. np. Czortomłyk). Z tego samego okresu też pochodzi duża ilość skromnie wyposażonych kurhanów o wysokości do 1 m.

## Wojna z Persją Dariusza Wielkiego

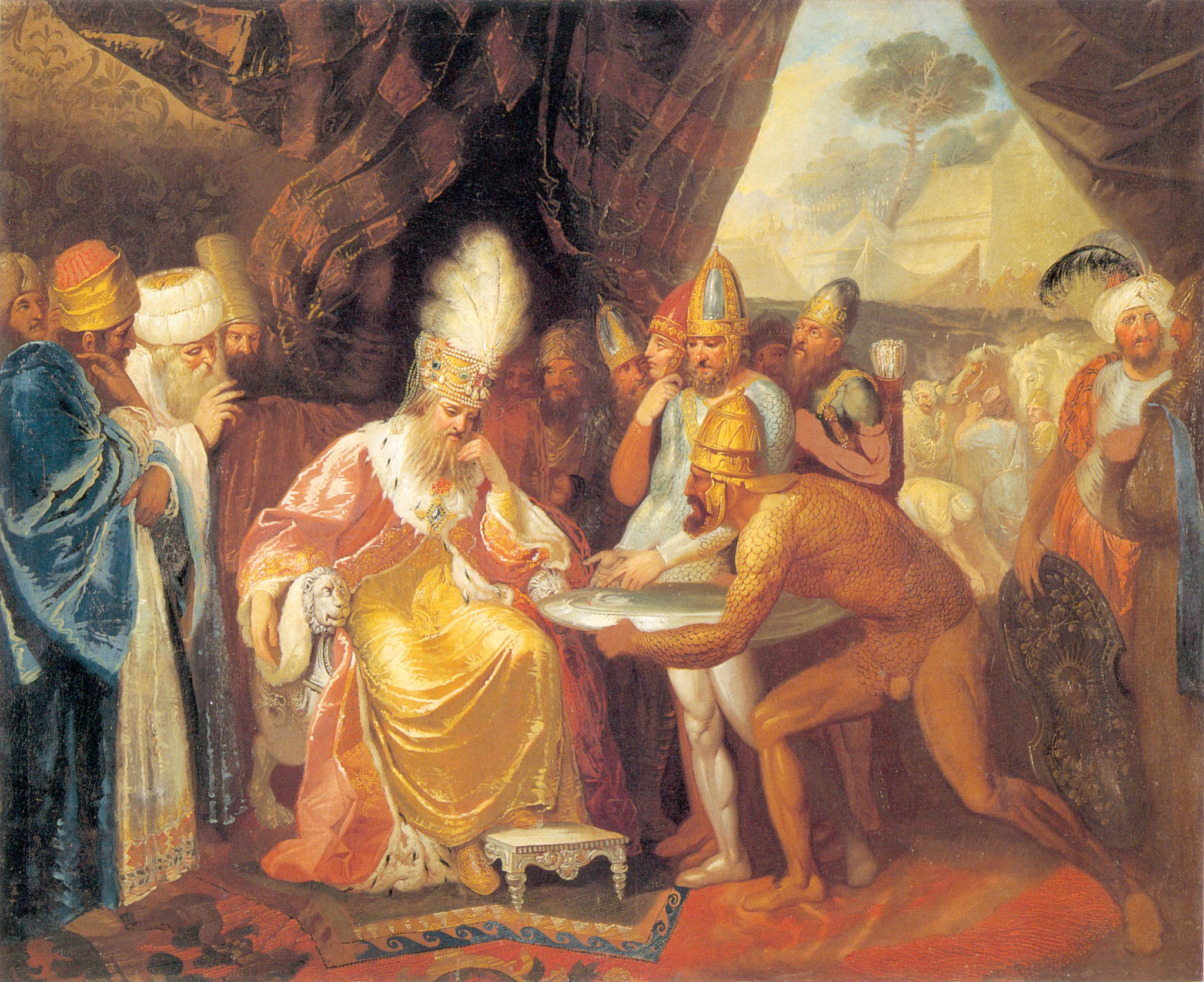
Franciszek Smuglewicz, Posłowie scytyjscy przed Dariuszem

W 513 roku p.n.e. król perski Dariusz na czele wielkiej armii zaatakował Scytów, ale ci zastosowali taktykę spalonej ziemi i wojny podjazdowej. Dariusz dotarł do ich stolicy, jednak Gelonos ewakuowano uprzednio. Nie stoczył żadnej decydującej bitwy i ze zdziesiątkowaną armią powrócił do Persji. To zwycięstwo przyniosło Scytom sławę niezrównanych wojowników. Wojna toczyła się głównie na terytorium dzisiejszej Ukrainy. 
Z relacji Herodota dotyczącej wspomnianej wyprawy Dariusza wynika, że Scytowie unikając walnej bitwy, nękali armię perską wojną podjazdową, a także odcinali ją od zaopatrzenia, truli bądź niszczyli studnie. Dariusz wezwał władcę Scytów, Idantyrsosa, do stoczenia walnej bitwy lub poddania się. Na to jednak uzyskał odpowiedź, która bardzo często jest przytaczana jako doskonała ilustracja tego, w jaki sposób Scytowie traktowali groby swoich przodków. "Ze mną tak ma się sprawa, Persie! Ja ani przedtem nie uciekałem z obawy przed jakimkolwiek człowiekiem, ani teraz przed tobą nie uciekam; nie czynię też obecnie nic innego, jak tylko to, co zwykłem czynić podczas pokoju. […]My Scytowie nie mamy ani miast, ani uprawnej ziemi, żeby zbyt śpieszno nam było wdawać się z wami w walkę […], jednak […] posiadamy przecież groby naszych ojców: nuże więc, odszukajcie je i spróbujcie zburzyć, wtedy poznacie, czy będziemy z wami o te groby walczyć, czy nie".

## Wojna z Filipem Macedońskim

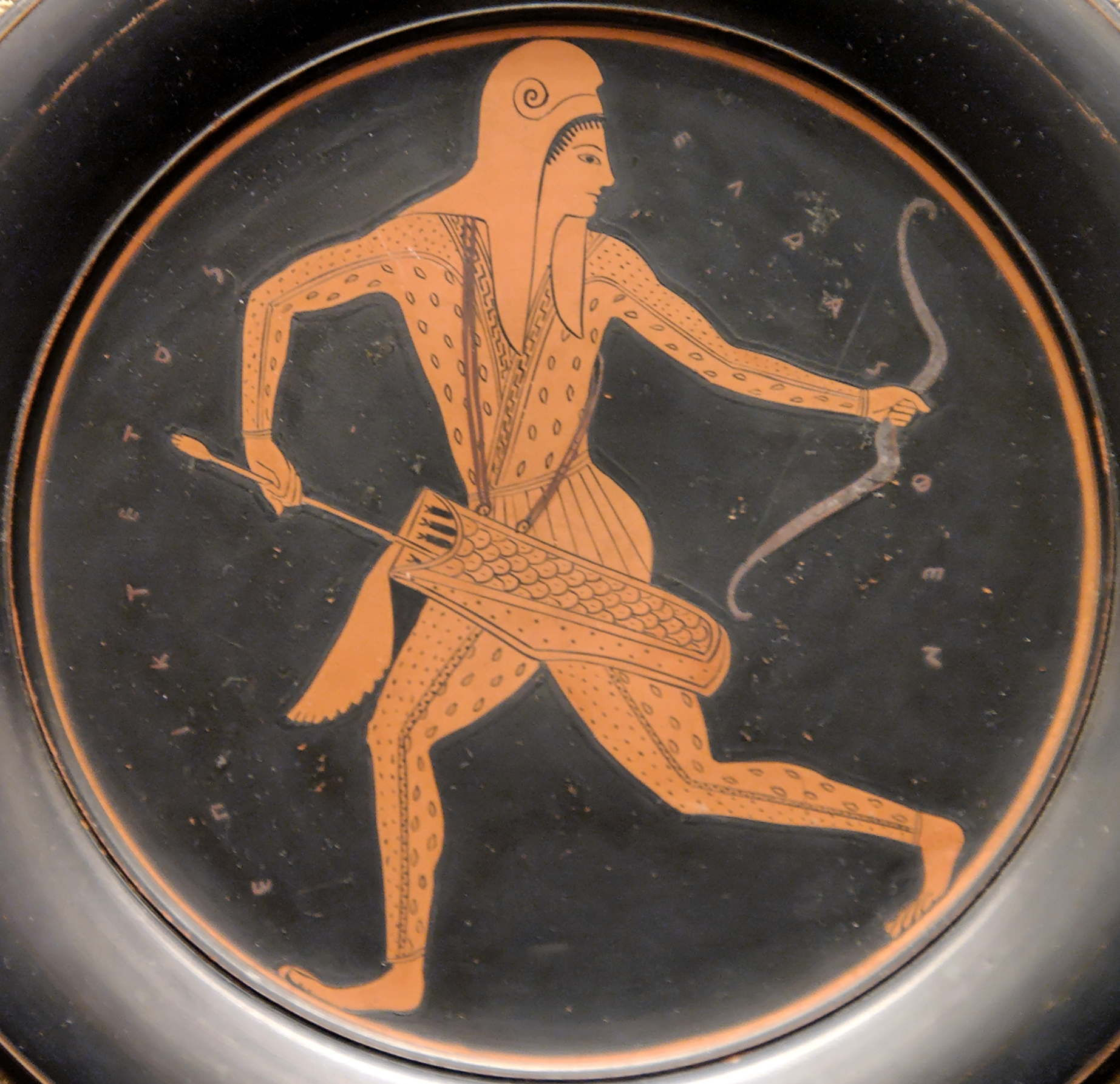
Wizerunek scytyjskiego łucznika na czerwonofigurowym kyliksie z końca VI w. p.n.e.

Pierwsza połowa IV wieku p.n.e. to szczyt potęgi państwa scytyjskiego pod przywództwem króla Ateasa, rządzącego swoim rozległym państwem ze stolicy w Kamjanśke (współcześnie Kamionka Dnieprowska na Ukrainie). Rosnąca potęga Scytów i ich zainteresowanie Tracją wzbudziły niepokój władcy Macedonii Filipa II i stało się powodem wojny między Macedonią a Scytią. Do walnej bitwy doszło nad dolnym Dunajem w 339 p.n.e. Scytowie ponieśli klęskę, a Ateas zginął. 
W 331 p.n.e. na Scytów wyprawił się jeden z wodzów Aleksandra Macedońskiego, Zopyrion, który dotarł aż do Olbii, miasta greckiego na scytyjskim wybrzeżu Morza Czarnego, i chociaż miasta nie zdobył, spustoszył rozległe tereny nad Morzem Czarnym.

## Państwo scytyjskie na Krymie

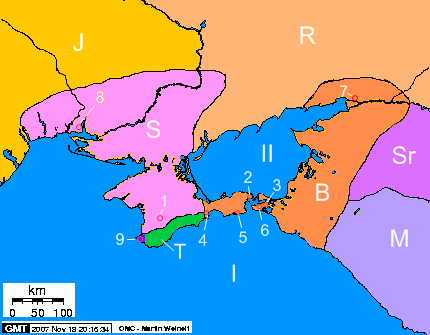
Państwo Scytów na Krymie i jego sąsiedzi, II wiek p.n.e.:
I) Morze Czarne
II) Morze Azowskie
1) Neapol Scytyjski
2) Pantikapajon
3) Fanagoria
4) Teodozja
5) Kimmerikon
6) Hermonassa
7) Tanais
8) Olbia
9) Chersonez Taurydzki
S) Państwo scytyjskie na Krymie
B) Królestwo Bosporańskie
J) Jazygowie
R) Roksolanie
Sr) Syrakowie
M) Meotowie
T) Taurowie

Pozostali Scytowie założyli nowe państwo ze stolicą w Neapolu Scytyjskim na Chersonezie Taurydzkim (Krymie). Państwo to toczyło częste wojny z Chersonezem, Królestwem Bosporańskim, a później z Rzymianami, lecz wojny te ze względu na niewielką już siłę militarną i osłabienie gospodarcze małego państwa scytyjskiego toczone były raczej bez powodzenia. Wojska scytyjskie zostały pokonane w II w. p.n.e. przez armię Farnakesa I, króla Pontu. W 110 p.n.e. następca Farnakesa, Mitrydates VI Eupator, wysłał na Krym armię pod dowództwem Diofantesa, który pobił Scytów króla Palakosa i wspierających ich Taurów. W połowie I wieku n.e. Scytowie oblegli znowu Chersonez, któremu na odsiecz przyszły wojska rzymskie pod dowództwem namiestnika Mezji Dolnej Plaucjusza Sylwanusa, który odparł Scytów. W ciągu I-II wieku n.e. dochodziło do zatargów zbrojnych z państwem bosporańskim, przy czym we wszystkich znanych przypadkach przewaga była po stronie Bosporu. 

## Znaczenie Scytów w historii
Dzieje Scytów nierozerwalnie związane są z historią Europy Środkowej i Wschodniej oraz Bliskiego Wschodu od VIII wieku p.n.e. do IV wieku n.e. Ich miejsce w historii wyznacza fakt pośredniczenia w rozpowszechnieniu kultury greckiej na obszarach Europy Wschodniej. Sami Scytowie stworzyli własną kulturę, która odcisnęła swoje piętno na ogromnych przestrzeniach Europy Wschodniej oraz Zachodniej i Środkowej Azji. Państwo scytyjskie stało się ważnym ogniwem w stosunkach kulturalnych i handlowych łączących Azję Mniejszą i Środkową z Europą. Dzięki wymianie handlowej Scytowie wciągnęli obszary środkowego i północnego Uralu wraz z terenami przyległymi w orbitę ówczesnych, globalnych szlaków tranzytowych. Według rosyjskiego znawcy Scytów, Aleksieja Smirnowa, Scytowie i Celtowie zajmują w dziejach cywilizacji miejsce tuż za Grekami i Rzymianami.